# سید محمد شاهچراغی
سید محمد شاهچراغی (زاده ۱۳۱۳ در دامغان)، روحانی شیعه ایرانی است. وی سابقه نمایندگی استان سمنان در دوره‌های چهارم و پنجم مجلس خبرگان رهبری، نمایندگی ولی فقیه در این استان و نیز امامت جمعه شهر سمنان از دی ماه ۱۳۸۰ تا ۱۳ مرداد ۱۴۰۰ را داراست. همچنین وی سابقاً حاکم شرع دادگاه انقلاب، امام جمعه شهر مهدیشهر و مدیرکل بنیاد شهید و امور ایثارگران استان سمنان بوده است. محمد شریف‌رازی در کتاب گنجینه دانشمندان از وی یاد کرده و شرح حال مختصری از او آورده است.

## زندگی
سید محمد شاهچراغی در ۲۰ خرداد ۱۳۱۳ در روستای حسن‌آباد از توابع دامغان به دنیا آمد. وی تحصیلات مقدماتی را در دامغان و سمنان گذراند و سپس در حوزه علمیه قم به تکمیل تحصیلات خود پرداخت. او، دروس فقه و اصول را نزد افرادی مانند سید حسین طباطبایی بروجردی، سید روح‌الله خمینی، سید محمدرضا گلپایگانی، سید محمد محقق داماد و جعفر سبحانی به پایان برد. شاهچراغی، همزمان با تحصیل، به فعالیت بر علیه حکومت پهلوی با پخش اعلامیه‌های خمینی و سخنرانی، اشتغال داشت و به خاطر فعالیت‌های سیاسی، چند بار توسط ساواک، دستگیر و محکوم به زندان شد. او پس از استقرار جمهوری اسلامی، به امامت جمعه مهدی‌شهر منصوب شد. وی همچنین، مدیریت کل بنیاد شهید استان سمنان، امامت جمعه سمنانو نمایندگی مردم سمنان در دوره‌های چهارم و پنجم مجلس خبرگان رهبری را بر عهده داشته است.